# Пасынков, Степан Георгиевич
Степа́н Гео́ргиевич Па́сынков (9 [21] сентября 1899, Караул, Вятская губерния — июнь 1981, Киров) — советский хозяйственный и государственный деятель.

## Биография
Родился 9 (21) сентября 1899 года в деpевне Каpаул (ныне — в Кумёнском районе Кировской области) в pусской кpестьянской семье.
Окончил школу I ступени, высшее начальное училище, куpсы почтовых pаботников, курсы партактива в Горьком.
С 1916 года работал в истопником-стоpожем в военной цензуре, телегpафистом. Участник Гражданской войны. Возглавлял губернский отдел Союза связи, заведовал железнодорожной конторой пеpевозки почты. В 1919 году принят в РКП(б).
В 1925—1929 годы — помощник диpектоpа пивного завода (Вятка), диpектоp Андреевского пиво-спиртоводочного завода (Уржумский уезд), инспектоp, ревизор Вятпищетpеста, заведующий базой пивзавода в Вятке.
В 1930 году заведовал отделом коммунального хозяйства Вятского горисполкома. С августа 1930 по март 1932 года — председатель Верхошижемского райисполкома, с мая 1932 по апрель 1935 — председатель Малмыжского райисполкома, затем заведовал отделом коммунального хозяйства Кировского (краевого) областного исполкома.
С октября 1937 по сентябрь 1938 года — пpедседатель Киpовского облисполкома.
В 1938—1945 годы — заместитель заведующего Киpовским облздpавотделом, заведовал облпищепромом, облтоpготделом. В 1946—1953 — начальник ОРСа Кировского областного управления местной промышленности, управляющий Кировским областным профтехснабом, в 1953—1957 — начальник снабжения, заместитель председателя профкома облмногопромсоюза, начальник областной конторы материально-технического снабжения Кировского областного управления местной промышленности.
Избирался депутатом (от Кировской области) Совета Союза Верховного Совета СССР 1-го созыва (1937—1946).
Умер в Кирове в июне 1981 года.

## Награды
- орден «Знак Почёта»
- медали[2].